# Grote Zaal (Harry Potter)
De Grote Zaal (Engels: Great Hall) is de belangrijkste zaal van de Toverschool Zweinstein, uit de Harry Potterboekenreeks van J.K. Rowling. De zaal is gebaseerd op de eetzaal van Christ Church, een college van de Universiteit van Oxford.
In de zaal staan vijf tafels: vier lange afdelingstafels voor de leerlingen en de Oppertafel voor de leraren en het personeel. Het plafond is zo betoverd dat het er altijd uitziet zoals de buitenlucht boven het kasteel.
De Grote Zaal wordt in veel scènes in de films als decor gebruikt. In het decor van de film wordt de puntenverdeling tussen de verschillende Afdelingen bijgehouden in de Grote Zaal. De zandlopers voor deze puntenverdeling zijn te zien schuin achter de tafel voor de docenten. Ze hebben echter geen grote rol vervuld in de films.
De ruimte zoals die in de films te zien is is gebaseerd op de Westminster Hall van het Westminster Palace in Engeland.

## Functie
- De zaal wordt gebruikt als eetzaal, maar er worden ook feesten gehouden zoals kerst, Halloween en gala's. Voor deze feesten wordt de Grote Zaal speciaal versierd.
- In het vijfde en zevende schooljaar hebben de studenten van Zweinstein er hun examens. De afdelingtafels worden dan vervangen door vele kleine tafeltjes en stoelen.
- Leerlingen kunnen, als ze oud genoeg zijn, ook speciale Verschijnsel- en Verdwijnsellessen volgen, gegeven door een medewerker van het Ministerie van Toverkunst.
- De post voor de leerlingen wordt ook in de Grote Zaal afgeleverd door uilen, die tijdens het ontbijt komen aanvliegen.
- Aan het begin van het schooljaar vindt de Sorteerceremonie plaats in de Grote Zaal, evenals de toespraak van het Schoolhoofd. Aan het eind van een schooljaar houdt het Schoolhoofd ook een toespraak in de Grote Zaal.
- In deel twee werden de duelleerlessen ook in de Grote Zaal gehouden.
- In deel drie, toen de Dikke Dame (het portret dat toegang biedt tot de leerlingenkamer van Griffoendor) tijdelijk gevlucht was, werden de leerlingen in de grote zaal opgevangen en sliepen ze er ook.